# Поликаста (дочь Нестора)

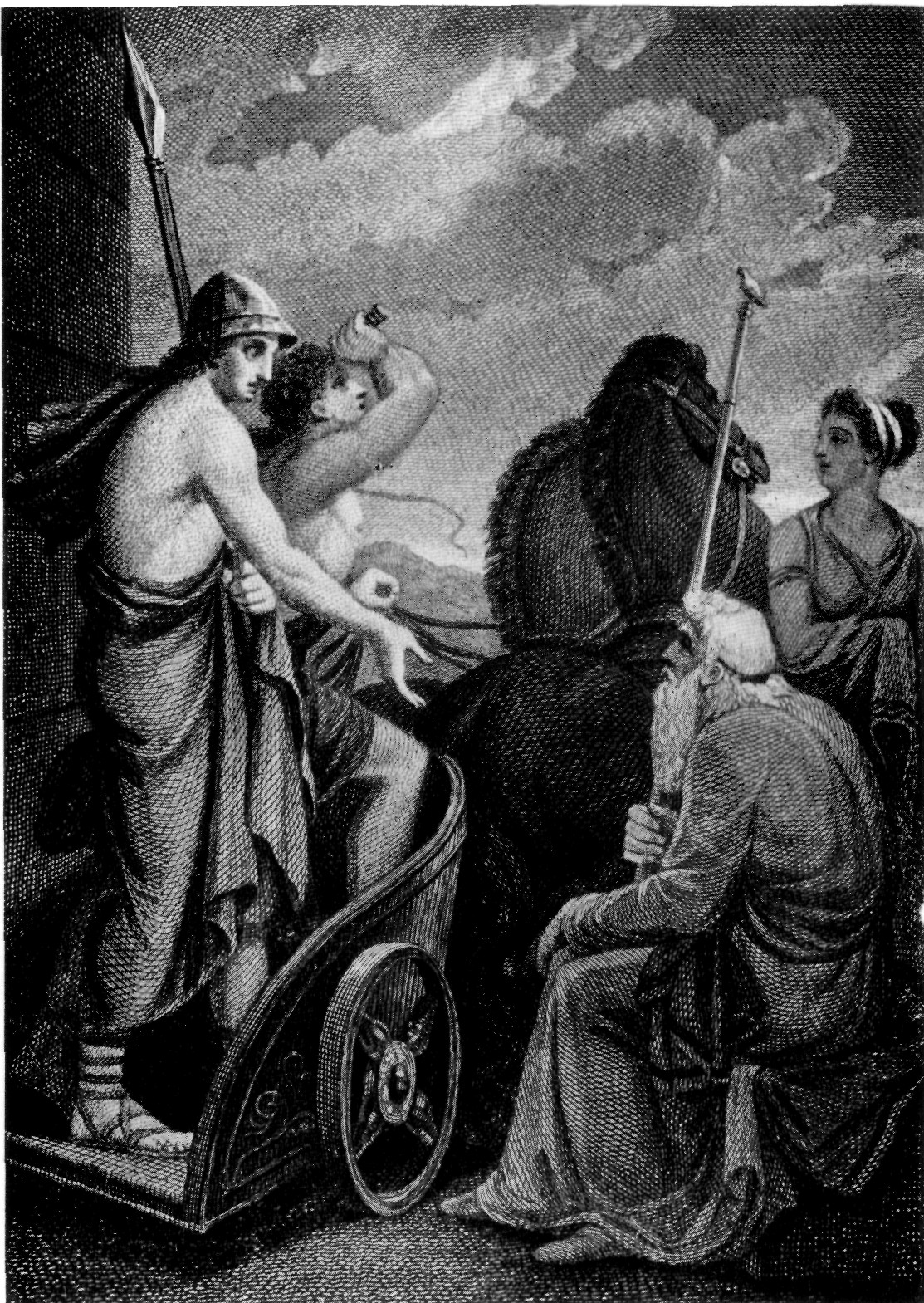
Телемах у Нестора. Рисунок Генри Говарда

Поликаста (др.-греч. Πολυκάστη) — персонаж греческой мифологии из мессенского цикла, дочь царя Пилоса Нестора, жена Телемаха, а в одной из версий мифа мать Гомера. Одно из действующих лиц «Одиссеи».

## В мифологии
Античные авторы называют Поликасту дочерью царя Пилоса Нестора из рода Нелеидов. Её матерью была либо Эвридика, дочь Климена (по версии Гомера), либо Анаксибия, дочь Кратиэя (так пишет, в частности, Псевдо-Аполлодор). «Русокудрявую мледшей из чад родила Поликасту // Розовокудрая с Нестором Анаксибия в любови», — говорится в одном из уцелевших фрагментов «Каталога женщин», авторство которого в древности приписывали Гесиоду. Поликаста появляется в «Одиссее» как самая младшая из детей Нестора; именно она отвела приехавшего в Пилос Телемаха в баню, а там «омыла и чистым натёрла елеем». Исследователи полагают, что это не только самое раннее упоминание Поликасты в литературе, но и единственный источник для всех последующих античных авторов, писавших об этом персонаже.
Слова Гомера о том, что Поликаста будто бы лично мыла Телемаха, античные комментаторы более позднего времени, как правило, не воспринимали всерьёз: такая простота нравов казалась им неправдоподобной. По их мнению, в текст «Одиссеи» закралась ошибка либо понимать это место нужно не так буквально. Впрочем, звучали и мнения в пользу именно такого прочтения.
Позднеантичные авторы называют Поликасту женой Телемаха и матерью сына Персепола либо дочери Персептолы/Персеполы. Существовали и альтернативные генеалогии, в которых вместо дочери Нестора фигурировали Навсикая, Кирка или дочь Кирки Кассифона. Исследователи считают версию с Поликастой наиболее древней и больше всего соответствующей гомеровскому сюжету. В «Палатинской антологии» сыном Поликасты от Телемаха оказывается сам Гомер. Известно, что, когда римский император Адриан спросил пифию в Дельфах о генеалогии Гомера, та назвала ему именно этот вариант.
Один из немецких антиковедов XIX века предположил, что представители афинского аристократического рода Леогоридов, считавшие себя потомками Одиссея, возводили свою родословную именно к Поликасте и Телемаху. Эта гипотеза подверглась критике.
Предположительно именно Поликаста изображена на одной апулийской амфоре с краснофигурной росписью. Этого персонажа антиковеды видят в девушке, которая присутствует при встрече Нестора с Телемахом, держа в руках корзину с фруктами; сцена не вполне соответствует описанию в «Одиссее».